# Casa Salieti
|  | Pel que fa a la casa del carrer de la Neu, vegeu Casa Salieti (carrer de la Neu). |

La Casa Audouard o dit també Palau Salieti és un casal del segle XIV ubicat al centre de Girona, al carrer ciutadans, 8, que Rafael Masó va reformar entre 1910 i 1911 per encàrrec de Joan Salieti (1835-1928), un empresari de la indústria del paper molt influent en la societat gironina de l'època i client habitual de Masó. Forma part de l'Inventari del Patrimoni Arquitectònic de Catalunya. El conjunt de la resta del Palau, hi ha una altra restauració molt important, encarregada a l'emblemàtic arquitecte rus Coronel Nicolai Voevodsky, per Lluís Audouard i María Arboix, descendents dels quals encara avui són propietaris de l'edifici.

## Descripció
El casal disposa de planta baixa i dos pisos. S'accedeix a l'interior per un gran portal forà. Tota la façana està realitzada amb carreus de notables dimensions que li atorguen un caràcter senyorívol. En el primer pis una gran balconada, sostinguda per tres mènsules, abraça dos finestrals; emmarcat les llindes d'aquests darrers apareixen trencaaigües, un element habitual en molts edificis del carrer Ciutadans. Els balcons del segon pis, individuals i més petits, pertanyen a la mateixa tipologia. La cornisa, de gran volada, disposa de diferents plans fets amb teules. L'interior de l'edifici té encara una major interès. En ell s'utilitzen nombrosos materials: ceràmica vidriada, ferro, vitralls, etc., seguint sempre els criteris de l'estètica neomedieval en voga a finals del segle XIX-inicis del segle xx. Una gran escala amb claustres a la barana, el revestiment de ceràmica que cobreix una part dels murs i els interessants treballs de ferro forjat a les finestres són els elements més destacats. L'excel·lent làmpada de ferro i vidre emplaçada a l'ull de l'escala, es pot indicar com un dels molts elements decoratius, de forja o ceràmica, que embelleixen l'habitatge.

## Història
L'edifici fou construït al segle xiv. Com la majoria d'habitatges del carrer Ciutadans, es tracta d'una construcció senyorial. L'any 1905 va ser adquirida pel fabricant Joan Salieti, qui va encarregar a Rafael Masó la restauració i reforma de tot l'edifici (1911). Dins del període modernista de Masó, aquesta obra no deixa de ser un cas aïllat respecte a les altres del seu catàleg. La casa per dins, té diferents restauracions atribuïdes al Coronel Veowedowski, propietari i arquitecte del Castell de Cap Roig, per encàrrec de la família Audouard Arboix, que ha viscut en aquest Palau, durant tres generacions. En la part del darrere hi ha un jardí d'estil romàntic dissenyat per María Arboix, àvia de l'actual propietari del casal